# Huile de jatropha
L’huile de jatropha est une huile végétale extraite des graines du Jatropha curcas, un arbuste originaire d'Amérique centrale et qui s'est répandu en Afrique et en Asie.

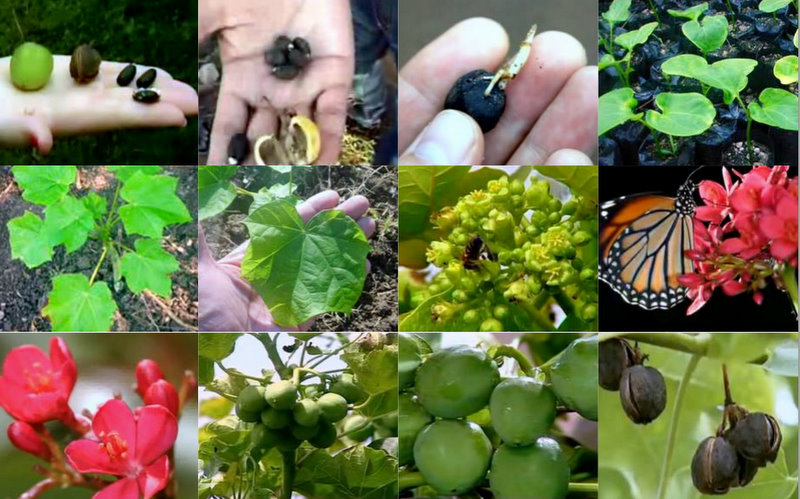
Stades de croissance, fruits et graines de Jatropha curcas

L'arbre est principalement utilisé comme haie pour délimiter les parcelles des agriculteurs. Les graines de jatropha ne sont pas comestibles. L'arbre est réputé capable de se développer sur n’importe quel type de sol (même ceux impropres aux cultures humaines) et ne nécessite aucun apport supplémentaire en eau.
L’huile n’est pas comestible, voire toxique, à cause de sa teneur en ester phorbélique, mais c’est un excellent biocarburant, une huile lampante et une matière première pour la production de savon.
Pour obtenir un litre d’huile, il faut 5 kg de graines. La rentabilité de cette culture, non encore bien maîtrisée si elle est faite à échelle industrielle, pour les paysans locaux est toutefois discutée par des chercheurs du  World Agroforestry Centre.

## Composition
L'huile est non siccative et est constituée des glycérides des acides stéariques, palmitique, myristique, oléique et linoléique, d'une résine amorphe et un sistostérol, d'un mucilage composé de xylose, rhamnose, acide galacturique et enfin de curcine.

## Le jatropha en tant que biocarburant

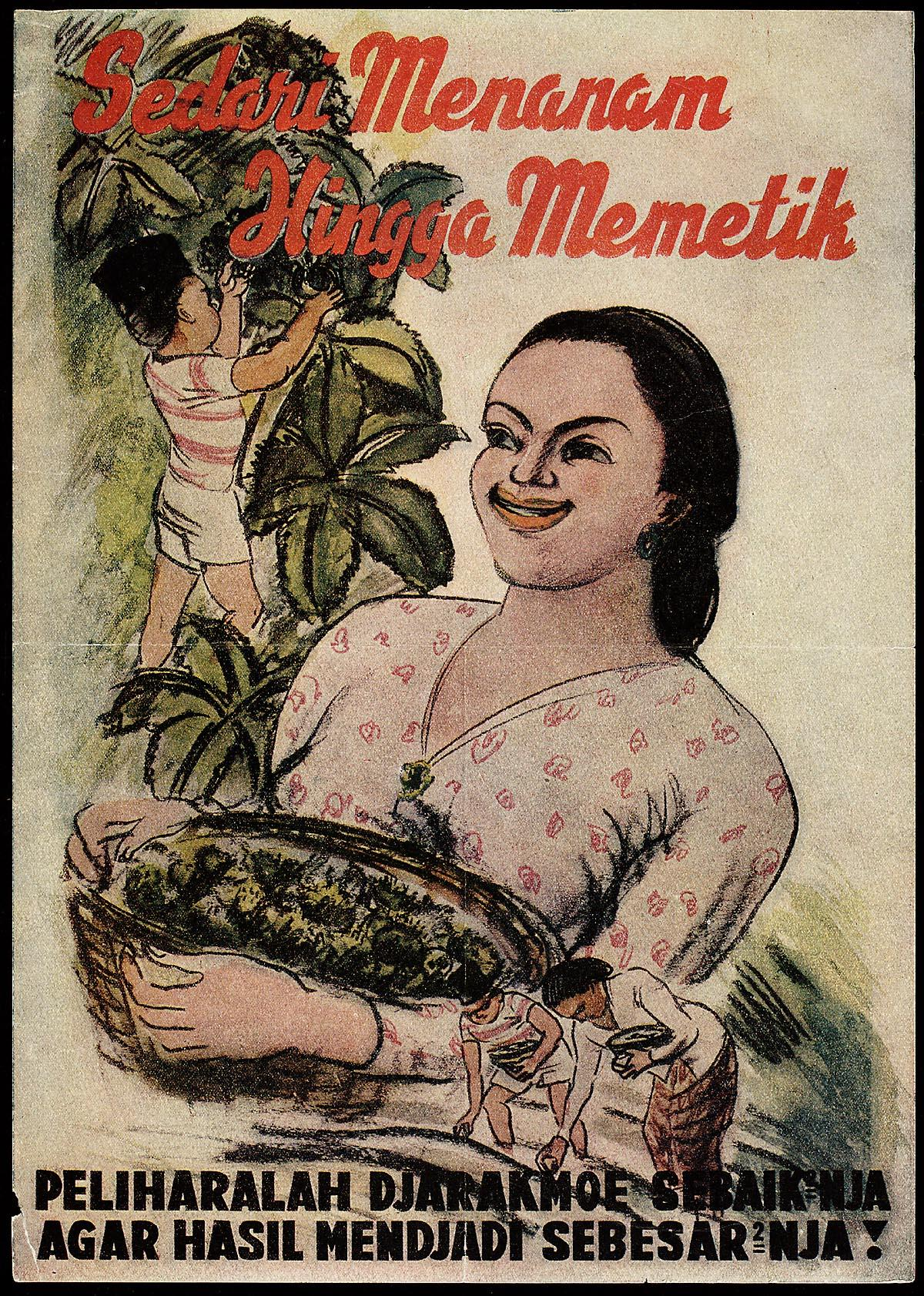
"De la plantation à la récolte. Traiter la plante de jatropha aussi bien que possible afin de faire la récolte aussi grande que possible! " (Une référence à la plantation obligatoire de jatropha dans les territoires occupés en Indonésie pour la production d'huile de lubrifiant et de carburant pour l'effort de guerre japonais.)

L’huile extraite des graines de jatropha produit une huile qui peut être utilisée après raffinage par un véhicule diesel standard. Les résidus peuvent être utilisés soit par une centrale électrique fonctionnant à partir de biomasse, soit comme engrais naturel épandu sur les champs.
Cette plante a un rendement à l’hectare 4 fois supérieur au soja et plus de 10 fois supérieur au maïs. Un hectare de jatropha produit environ 1 900 litres de carburant dans de bonnes conditions (c'est-à-dire sur un sol assez riche et irrigué, là où il peut entrer en concurrence avec les cultures alimentaires traditionnelles), ce qui fait une densité de puissance de 0,22 W/m2. Lorsqu'on cultive le jatropha sur un sol considéré comme inculte (où il n'entre pas en concurrence avec les cultures alimentaires), son rendement tombe à moins de 600 litres de carburant par hectare, ce qui fait une densité de puissance produite d'environ 0,06 W/m2, (à titre de comparaison, sur un bon site de désert tropical, une centrale solaire qui produit de l'électricité atteint voire dépasse 10 W/m2 en moyenne sur l'année ). Même avec les meilleurs rendements 1 900 litres par hectare, il faudrait cultiver l'équivalent de 45 % de la superficie du territoire français (presque la moitié !) pour remplacer la seule consommation de gazole et de fioul domestique française.
Une étude du centre de recherche de Daimler Chrysler sur l'huile de jatropha comme carburant a conclu que bien que l'huile de jatropha n'ait pas encore atteint une qualité optimale et que son potentiel n'ait pas encore été pleinement développé, elle satisfait déjà (selon les auteurs) aux normes de l'Union européenne pour les biocarburants[réf. nécessaire]. 
Archer Daniels Midland Company, Bayer CropScience AG et Daimler AG ont un projet conjoint visant à développer le jatropha comme biocarburant. Trois voitures Mercedes fonctionnant à l'huile de jatropha ont déjà parcouru 30 000 kilomètres. Le projet est soutenu par Daimler Chrysler et par l'Association allemande pour l'investissement et le développement (Deutsche Investitions-und Entwicklungsgesellschaft, DEG).
Goldman Sachs a début 2008 cité Jatropha curcas comme l'un des meilleurs candidats pour la future production de biogazole. Toutefois, malgré son abondance et les utilisations comme huile végétale et plante régénératrice des sols, aucune des espèces de jatropha n'a été pleinement domestiquée. Par conséquent, la productivité est variable et l'impact à long terme de son utilisation à grande échelle sur la qualité des sols et l'environnement est inconnu. Toutefois, étant donné que le jatropha n'est pas comestible, et parce qu'il peut croître dans des climats rudes, il peut être planté dans zones où il ne concurrence pas la production de denrées alimentaires.
Si le jatropha était planté sur 3 % de la surface de l'Afrique (soit 91 millions d'hectares), cela permettrait de produire entre 60 millions et 170 millions de tonnes de biocarburant chaque année selon les rendements atteints (soit entre les 3/4 et 2 fois la consommation de pétrole française tous usages confondus) ; les recettes financières seraient de plusieurs dizaines de milliards d'euros. De son côté, l'Inde est en train de lancer un programme de plantation de plus de 40 millions d'hectares de jatropha. Des cultures intensives et à grande échelle risquent cependant de favoriser des pullulations de parasites, pathogènes ou prédateurs de cette espèce.
En décembre 2008, un Boeing 747 de Air New Zealand a effectué avec succès un vol test en utilisant, pour l'un de ses moteurs, l'huile de jatropha.
En janvier 2012, après plus de 1 187 vols à base d'agrocarburant entre Francfort et Hambourg en 2011, Lufthansa a annoncé renoncer à l'utilisation d'huile de jatropha tant que la production de biocarburant ne sera pas stable et que les coûts de production resteront variables.

## Autres utilisations
L'huile est utilisée pour l'éclairage public de rues près de Rio de Janeiro et pour alimenter des groupes électrogènes de nombreux villages au Mali.

## Impacts sociaux et écologiques des cultures industrielles
Selon les ONG ActionAid Kenya et Peuples solidaires France, environ 30 000 hectares de forêts et 20 000 hectares de milieux naturels ou cultivés étaient en cours de destruction mi-2010 pour y installer des plantations industrielles de jatropha à fin de production d'agrocarburant au Kenya dans la région côtière de Malindi par l'entreprise Kenya Jatropha Energy Limited, sans consultation des communautés telle que demandée par la Constitution et les lois de la république du Kenya. Les terres sont louées au prix dérisoire de 2 €/ha/an. Selon ActionAid Kenya, relayée par Agir ici, environ « 20 000 personnes seraient affectées et éventuellement déplacées. Parmi elles, de nombreux paysans dont les productions vivrières nourrissent la population et une communauté indigène, les Wa Sanya qui vivent de la chasse et de la cueillette ».

## Galerie d'illustrations

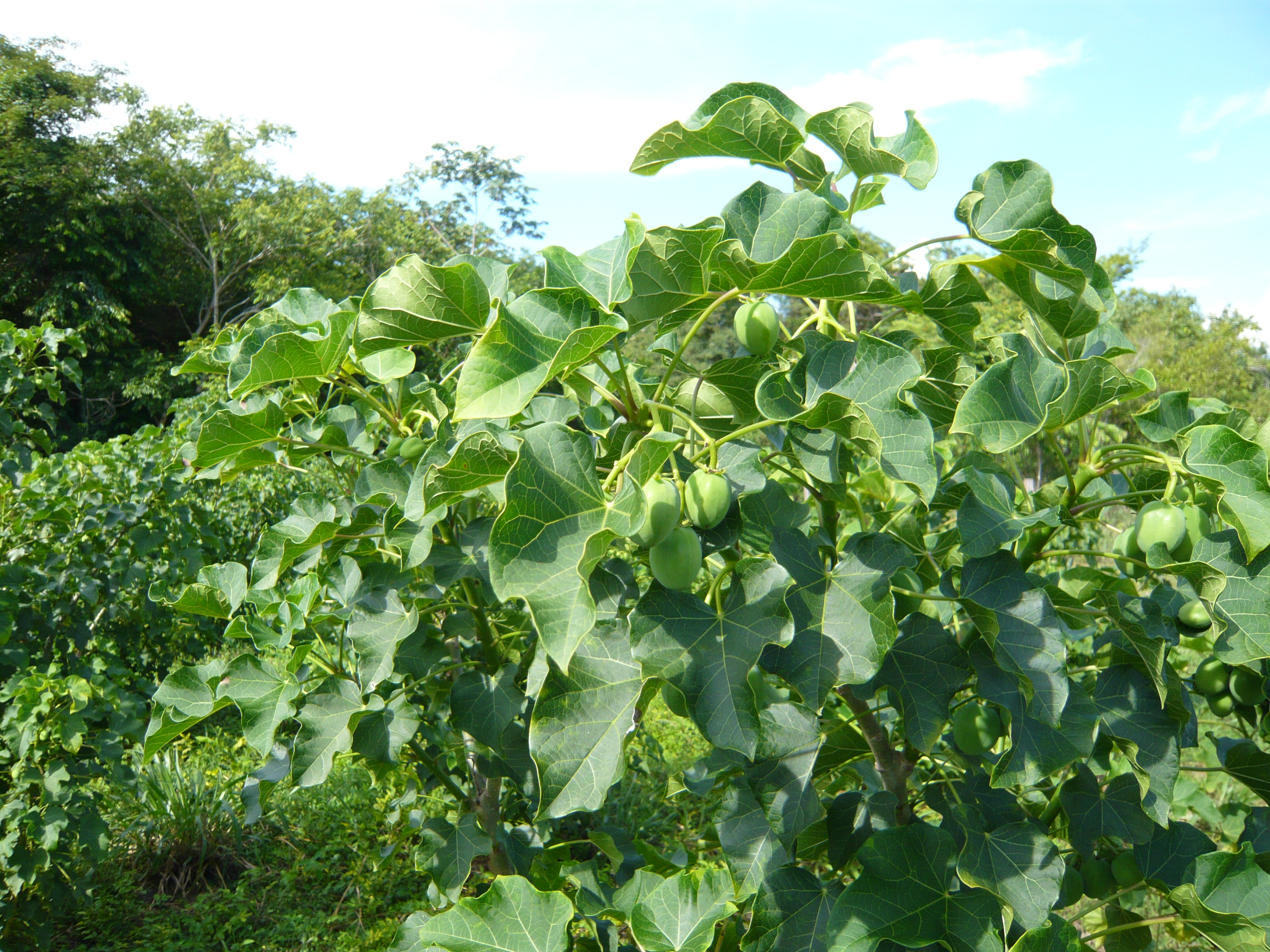
La plante
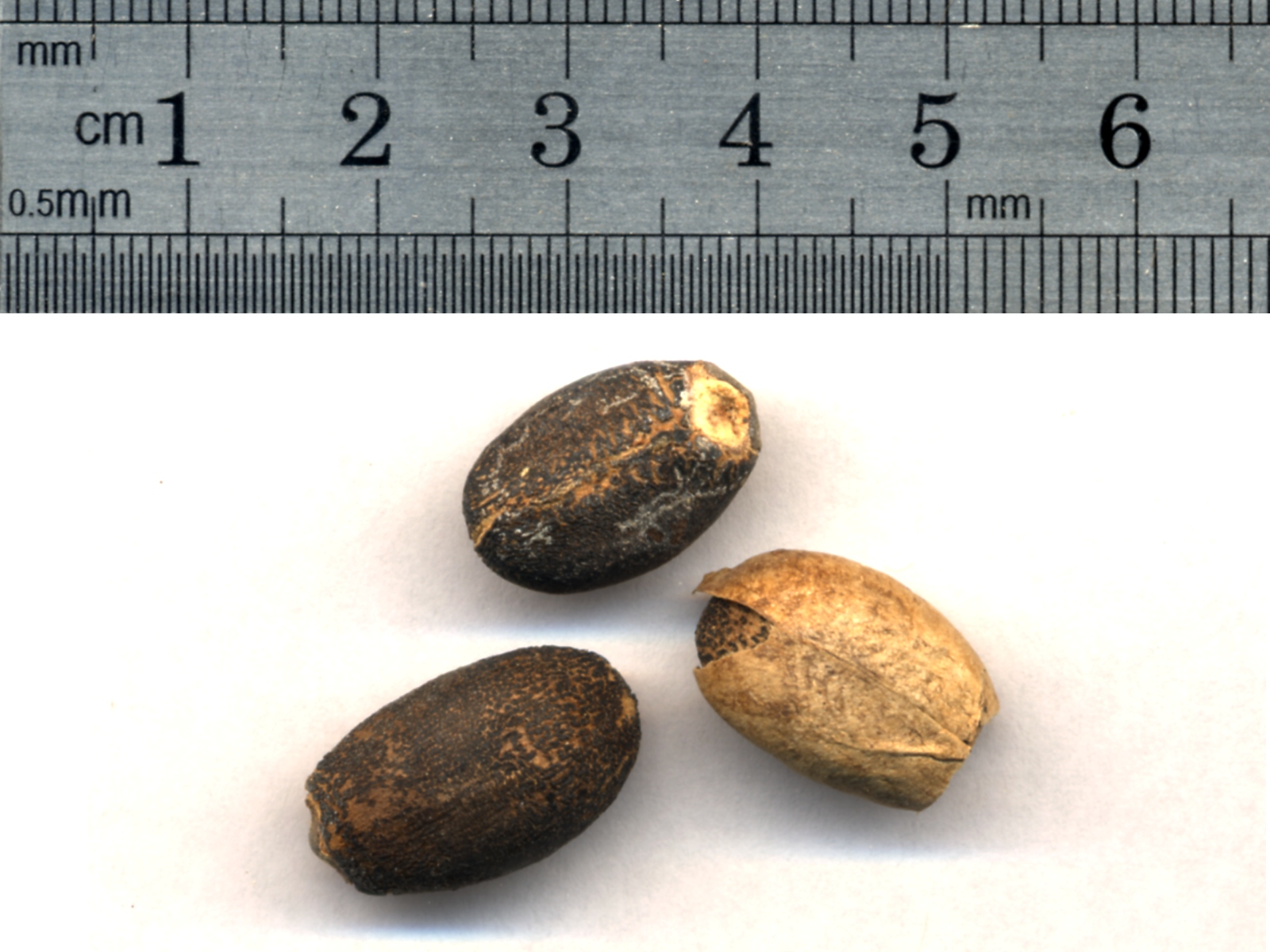
Les graines